# Маскоги (округ, Джорджия)
Маско́ги (англ. Muscogee County) — округ штата Джорджия, США. Население округа на 2000 год составляло 186 291 человек. Административный центр округа — город Колумбус.

## История
Округ Маскоги основан в 1826 году.

## География
Округ занимает площадь 559.4 км2.

## Демография
Согласно Бюро переписи населения США, в округе Маскоги в 2000 году проживало 186 291 человек. Плотность населения составляла 333 человек на квадратный километр.